# Lundy (paard)
De lundy is een paardenras.
De lundy ontstond op het Britse eiland Lundy in 1928 toen de eigenaar van het eiland, Martin Coles Harman, de wens had een nieuw paardenras te creëren. Hij bracht Engelse volbloeden en newforestpony's naar het eiland en kruiste hen. Later kwam er ook bloed van de Welsh Mountain pony bij.
Door hun sterke gestel en zachte karakter zijn ze ideaal om te gebruiken voor shows en als rijdieren voor kinderen.